# Haemanthus coccineus
La flor de sangre o narciso color de sangre (Haemanthus coccineus L.) es una especie de planta perenne y bulbosa nativa de Sudáfrica y perteneciente a la familia Amaryllidaceae.

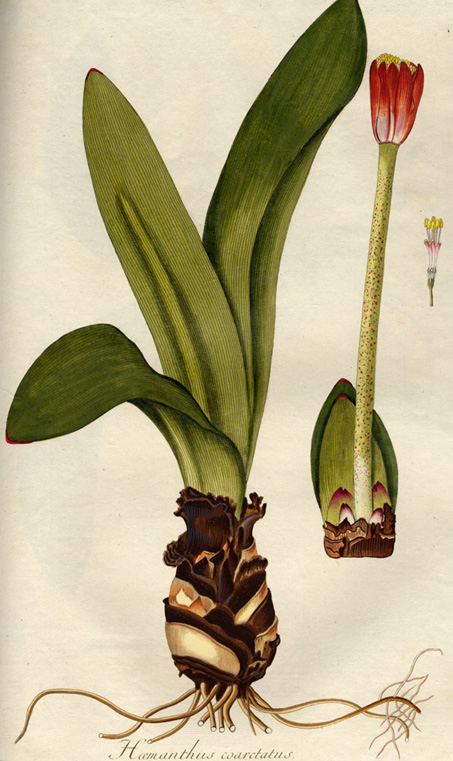
Ilustración

## Hábitat
Desde su llegada a Europa a principios del siglo XVII, proveniente del Cabo de Buena Esperanza, esta especies ha gozado de gran popularidad por sus vistosas inflorescencias de color rojo brillante.

## Usos
Haemanthus coccineus se utiliza como planta ornamental por la belleza de sus flores.
Es una especie poco resistente, la cual se debe cultivar en maceta en interior o en invernadero. Los bulbos se entierran a ras del suelo, en un sustrato de tierra, turba y arena en partes iguales. Es preferible una ubicación soleada. Durante el período vegetativo se debe abonar y regar regularmente con fertilizante líquido. En verano, luego de la floración, la planta entra en reposo, pierde las hojas y, en ese momento, se deben suspender los riegos y los abonos.
La multiplicación usualmente se realiza por división de los bulbos durante el período de reposo vegetativo. El bulbo, que tiene muchas raíces carnosas, es muy sensible a los trasplantes, por lo que se debe dejar el máximo tiempo posible en el terreno.

## Taxonomía
Haemanthus coccineus fue descrita por Carlos Linneo y publicado en Species Plantarum 325. 1753.
Etimología
Habranthus: nombre genérico que deriva de las palabras griegas: ἀβρος habros para  "tierno", "agradable" o "pequeño" y ἄνθος anthos para "flor".
coccineus: epíteto latino que significa "de color escarlata".
Sinonimia
- Lista de sinónimos de Haemanthus coccineus[8]